# バヤ語
バヤ語（またはグバヤ語、Gbaya languages）はアダマワ・ウバンギ語派に属する言語グループである。話者は主に中央アフリカ共和国に居住し、他にコンゴ民主共和国、コンゴ共和国、カメルーンに居住する。属する多くの言語はバヤ族の各部族の名前である。100万人以上話している言語としてングバカ・バヤ語(Ngbaka Gbaya language)がある。ただし、単に"ングバカ語"と呼ぶこともあり、セレ＝ングバカ＝ンバ語に属する"ングバカ語"（Ngbaka languages）と同じ呼び方のため注意する必要がある。

## 言語群
エスノローグによれば16言語から構成される。グバヤ＝マンザ＝ングバカ語と呼ばれ、マクロランゲージとしてのグバヤ語も含まれる。 
- 中央諸語
  - グバヤ語 (マクロランゲージ)
  - ボコト語 bdt - 130,000人（1996年）
  - グバヤ＝ボサンゴア語 gbp - 200,000人（2005年）
  - グバヤ＝ボズム語 gbq - 32,500人（1996年）
  - グバヌ語 gbv - 95,000人（1996年）
- 東諸語
  - アリ語 aiy - 35,000人（1996年）
  - ボフィ語 bff - 23,500人（1996年）
  - Bonjo bok - 3,000人（年）（コンゴ共和国）
  - マンザ語 mzv - 220,000人（1996年）
  - ングバカ・バヤ語 nga - 1,016,650人（年）（コンゴ民主共和国）
  - ングバカ・マンザ語 ngg - 29,000人（1996年）
- 北西諸語
  - 北西グバヤ語 gya - 274,500人（年）
- 南西諸語
  - バンガンド語 bgf - 2,700人（1977年）（カメルーン）
  - 南西グバヤ語 gso - 220,000人（2007年）
  - グバヤ＝ンボドモ語 gmm - 20,000人（2007年）（カメルーン）
- スマ語 sqm - 50,000人（1996年）